# Robert Kehlmann
Robert Kehlmann (1942-) est un artiste verrier et écrivain américain. Il est l’un des premiers porte-parole de l’évaluation de l’art du verre dans le contexte de la peinture et de la sculpture contemporaines. Ses œuvres en verre ont été exposées dans le monde entier et font l’objet de nombreux commentaires. Les œuvres de Kehlmann sont présentes dans des musées et des collections privées aux États-Unis, en Europe et en Asie.
Il a écrit des livres, des articles et des critiques d’expositions pour des publications aux États-Unis et à l’étranger. En 2014, la bibliothèque de recherche Rakow du Corning Museum of Glass a acquis les archives du studio et de la recherche de Kehlmann.

## Biographie
Robert Kehlmann naît à Brooklyn, New York, en 1942.

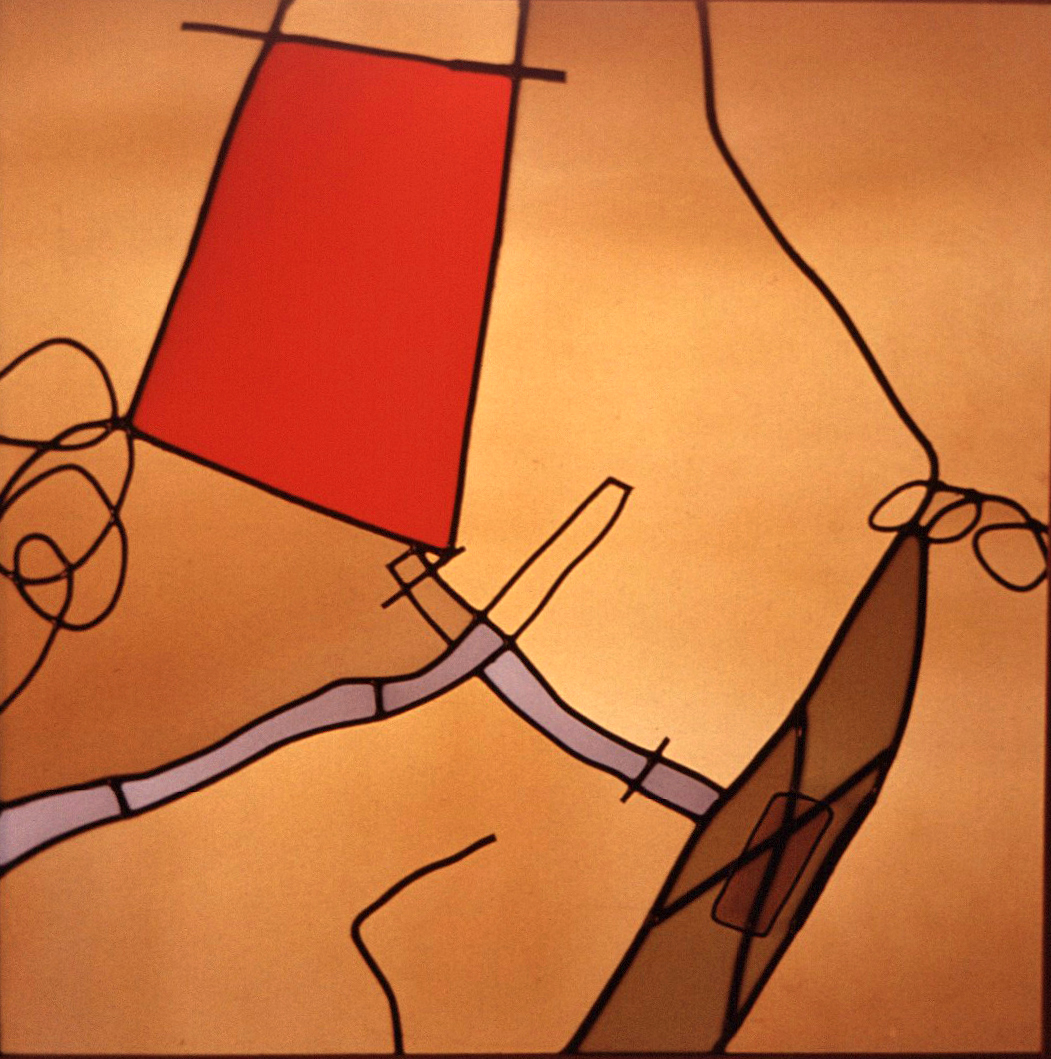
Composition XXVIII (1976), Museum für Zeitgenössische Glasmalerei, Langen, Allemagne.

Membre d'un groupe d'artistes californiens fabriquant des panneaux de verre au plomb au début des années 1970, Kehlmann devient une figure clé du développement du vitrail américain contemporain. Formé formellement à la critique littéraire, il se forme comme artiste autodidacte. Ses œuvres au plomb, appelées Compositions, ainsi que ses pièces ultérieures en techniques mixtes et ses mosaïques, ont été décrites comme des récits symboliques et subjectifs, dont le rendu a une « tradition picturale ». En tant que critique d'art, il est un théoricien et un porte-parole du mouvement du verre contemporain à la fin du XXe siècle.
Kehlmann reçoit des bourses du National Endowment for the Arts pour son travail en tant qu'artiste et critique. Il écrit deux livres sur le verre, et des articles et des critiques d'expositions de sa part sont publiés dans des périodiques aux États-Unis et à l'étranger. Kehlmann enseigne à la Pilchuck Glass School (en), au California College of the Arts et au Miasa Bunka Center de la ville de Nagano, au Japon. Il a donné des conférences et animé des ateliers dans de nombreuses institutions, notamment la Renwick Gallery, le Corning Museum of Glass, le Victoria and Albert Museum, la Honolulu Academy of Arts et la Rhode Island School of Design. Kehlmann est membre du jury et commissaire de nombreuses expositions, notamment une rétrospective des œuvres des sculpteurs tchèques Stanislav Libenský et Jaroslava Brychtová (en). Il siège au conseil d’administration de la Glass Art Society (1980-1984, 1989-1992) et est le rédacteur en chef du Glass Art Society Journal de 1981 à 1984.
Ancien président de la Commission de préservation des monuments historiques de Berkeley (1997-1999), il fonde le Berkeley Historical Plaque Project (en) en 1997. Kehlmann vit et travaille à Berkeley en Californie depuis 1963.

## Dessins en verre au plomb

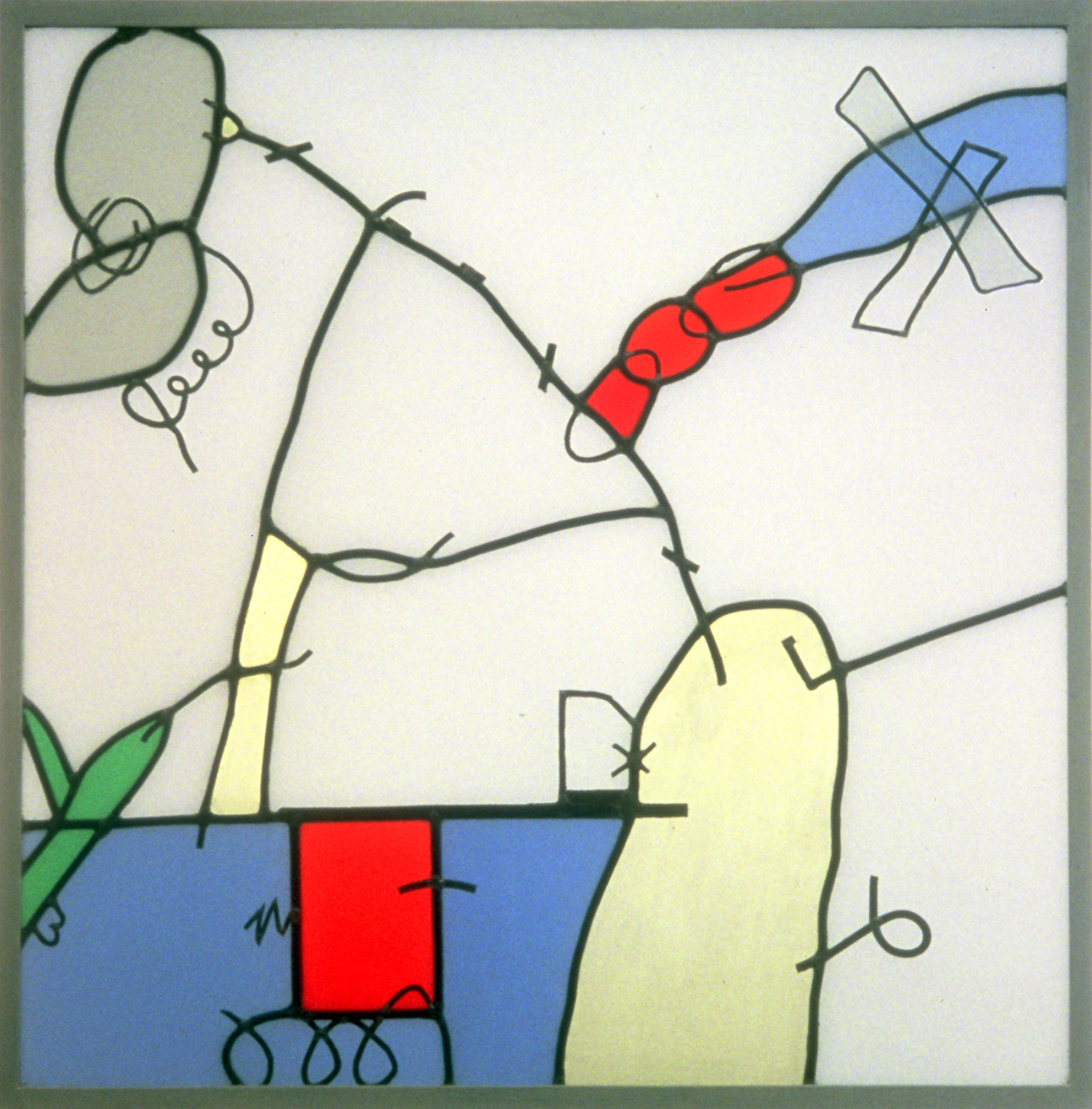
Composition XXXI (1976), Corning Museum of Glass.

Après avoir obtenu sa maîtrise en littérature anglaise, Kehlmann voyage en Europe (1969-1970) où il développe un intérêt pour l'art. Il utilise les outils de la critique littéraire pour aider sa compréhension : « Dès le début, j'ai senti qu'il y avait peu de différence entre l'expérience de lire un poème et celle de regarder un tableau. »
Les premières « compositions » de Kehlmann sont réalisées à partir de plomb traditionnel et de verre coloré. Des formes en verre dépassent de la surface de l'arrière-plan, gambadant de manière fantaisiste avec et redéfinissant les blocs de couleur sous-jacents et les gribouillis au plomb. Expliquant l'absence de verre transparent dans ces œuvres, il écrit : « Je ne veux pas que les gens regardent à travers mes fenêtres. Ce qui se cache derrière les compositions, à part une source de lumière, n'a aucun rapport avec ma conception. » Kehlmann rejette les couleurs séduisantes du médium et l'approche de type Tiffany « en proie » à « de petits morceaux de verre multicolores », insistant sur le fait que l'artiste a « un plus grand contrôle » avec moins de couleurs et moins de morceaux de verre.
Ses Compositions au plomb s’apparentent davantage à des peintures ou des dessins qu’à des vitraux traditionnels. Ils ont été décrits comme des récits à la fois « spontanés, lyriques, grotesques et humoristiques ». Des formes biomorphiques, des lignes décalées et des gribouillis enfantins, parfois dérivés des dessins au crayon de son fils, ajoutent à l'atmosphère surréaliste. Un triangle barré dans l’une des œuvres « semble être un geste assez désinvolte, mais l’hypothèse de près de mille ans de vitrail, selon laquelle la nature de la ligne est de délimiter la forme, est remise en question par ce gribouillage enfantin. ». Ces compositions « ont démoli tranquillement plus d’une des idées préconçues restrictives entourant ses médias. ».

## Travaux de sablage

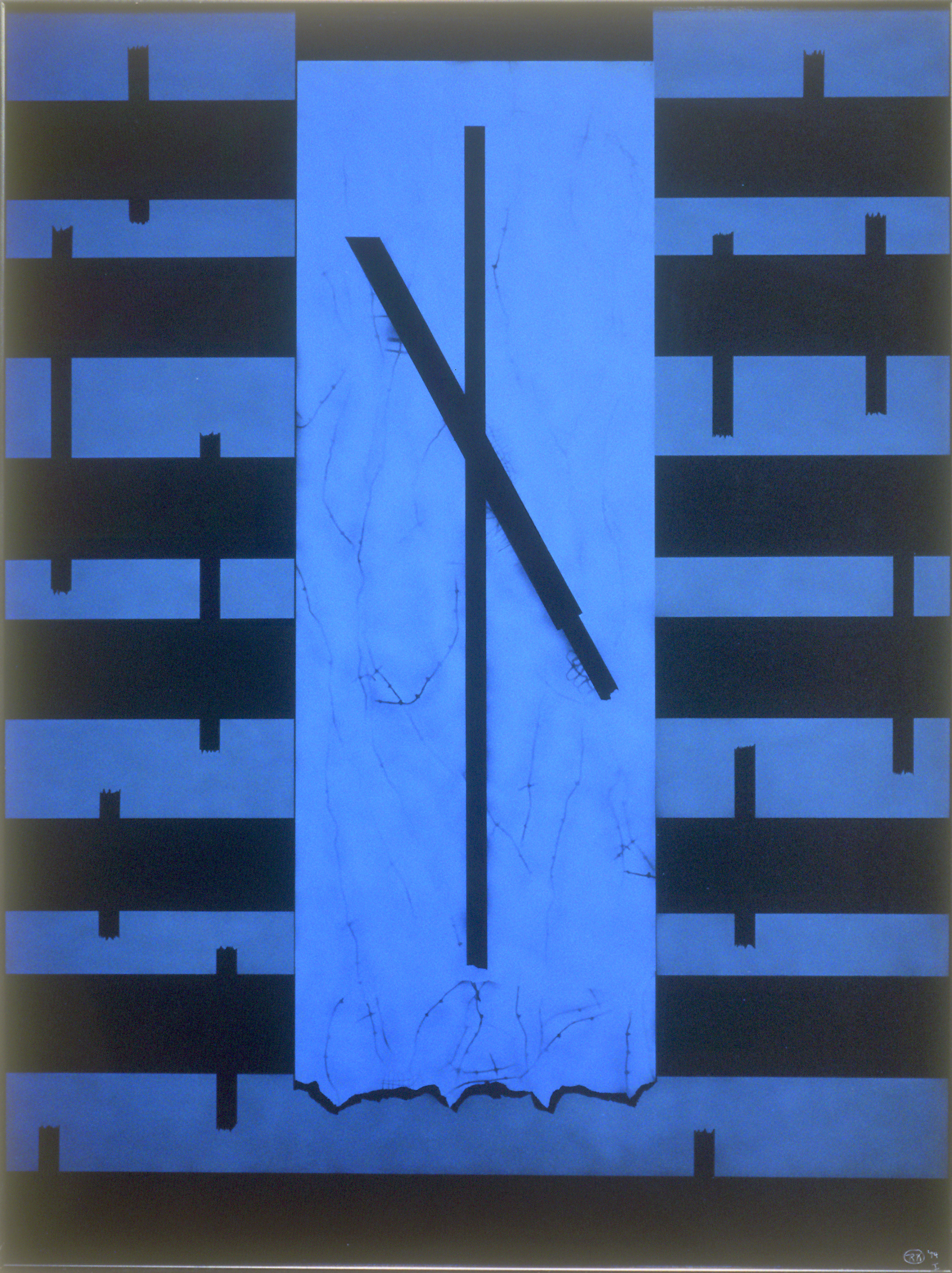
Robert Kehlmann, Stations of the Cross I: Christ Condemned (« Chemin de croix I : le Christ condamné », 1995), Saint Mary's College of California, Moraga.

À la fin des années 1970, Kehlmann commence à utiliser le sablage sur des feuilles de verre soufflé à la main pour créer des « monochrome nuancés » qui brillent grâce à la lumière intérieure emprisonnée dans leurs surfaces. Peut-être en réponse à la mort prématurée de son frère en 1982, l'exubérance des premières compositions au plomb cède la place à l'introspection dans deux grandes séries : Tablets (1981) et The Stations of the Cross (1982-1995).
Au milieu des années 1980, Kehlmann commence à utiliser des gravures au laiton et au cuivre sur la surface du verre, ainsi que des dessins au fusain sur panneau derrière le verre, pour exprimer des « états d'esprit associatifs libres ». Lors d'une interview en 1984, le regretté critique d'art Clement Greenberg souligne que le travail de Kehlmann a fait les « premiers pas » vers un « art majeur » dans le verre « pictural et bidimensionnel ».
Les œuvres sablées de milieu de carrière de Kehlmann encouragent le spectateur à entrer dans la profondeur des œuvres avec la lumière. Dans des morceaux de verre superposés, ou des espaces entre le verre et le dessin sous-jacent, les lignes et les ombres se mélangent à la lumière. Les espaces intérieurs créent des motifs cinétiques et des mouvements changeants lorsque le spectateur se déplace ou que la lumière change.
Après avoir voyagé au Japon et enseigné au centre Miasa Bunka de la ville de Nagano au Japon en 1985, l'influence de l'esthétique et de la calligraphie japonaises apparaît clairement dans l'œuvre de Kehlmann. Ses œuvres des années 1990 et au-delà ont été qualifiées de « méditations abstraites et silencieuses », faisant référence à la Bible, au bouddhisme, au paysage naturel et à la calligraphie japonaise.

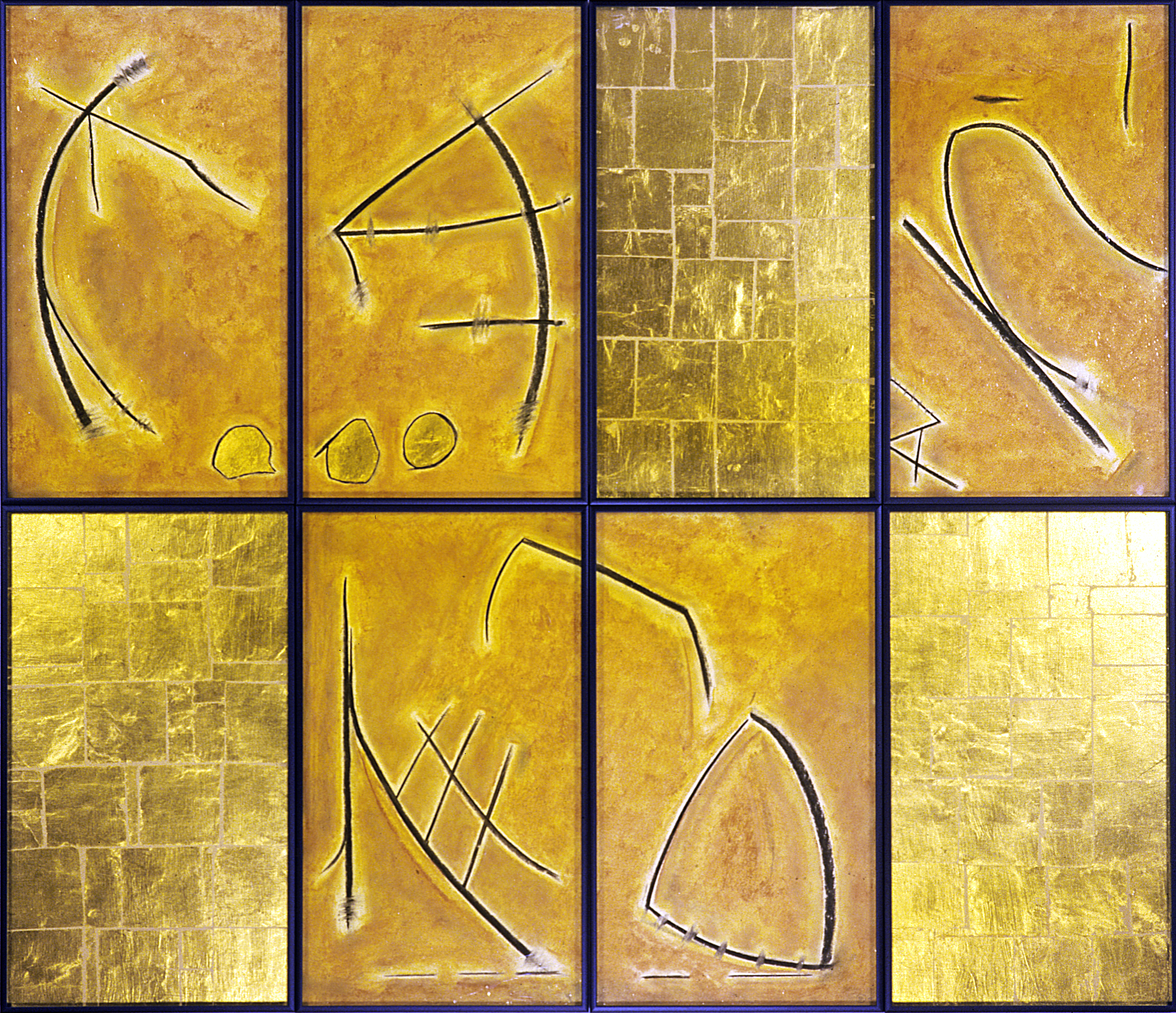
Robert Kehlmann, Millennium Byōbu II (2000), Hôtel Four Seasons, San Francisco.

Les « graffitis zen ou calligraphie américanisée » de Kehlmann, un mélange de gestes audacieux au fusain et de traits anxieux, se combinent parfois avec de larges zones de feuilles d'or dans le style du byōbu japonais. D'autres œuvres des années 1990 s'inspirent de la côte nord de la Californie, avec la lumière des ondulations et des bulles dans le verre soufflé à la main évoquant la surface de l'eau, les bassins de marée et les ombres sous-marines. Elles sont « caractérisées par la qualité sensuelle et mesurée de lignes tendres et vulnérables dessinées dans un espace plan incertain ».

## Mosaïque et Collage
Dans ses mosaïques, comme dans ses œuvres sablées, Kehlmann superpose du verre sur un dessin sous-jacent. Les espaces irréguliers entre les abacules taillées individuellement à la main et les formes abstraites en verre plus grandes assument un rôle graphique. Ils projettent des ombres qui entraînent l'œil du spectateur entre la surface du verre et le dessin qui se trouve derrière. Les collages expressifs à techniques mixtes, contenant des extraits autobiographiques (billets de billets de musée et d'opéra, entrées des cartes d'adresse de son père, fragments de cartes de voyage notées, etc.) sont ses œuvres les plus personnelles.

## Collections publiques

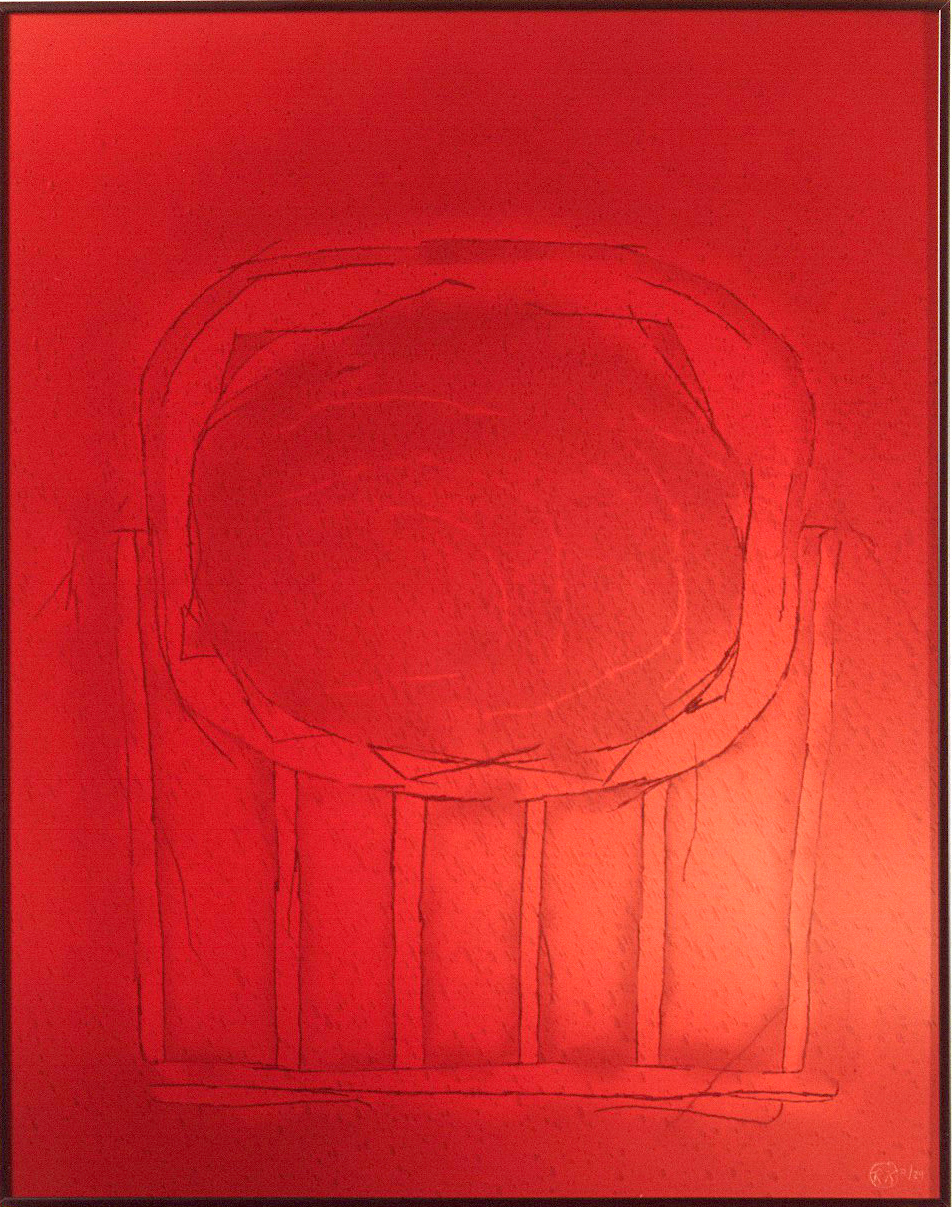
Berkeley Venus (1984), Musèe des Arts Decoratifs de la Ville de Lausanne, Suisse.

- Siège social mondial de Bank of America, San Francisco, Californie
- Musée du verre de Corning, Corning, New York
- Hôtel Four Seasons, San Francisco, Californie
- Musée du verre, Centro de Arte Vitro, Monterrey, Mexique
- Musée du Land de Hesse, Darmstadt, Allemagne
- Musée d'art moderne d'Hokkaido, Sapporo, Japon
- Musée d'art de Huntington, Huntington, Virginie-Occidentale
- Musée international dei Vidreo d'Alcorcon, Madrid, Espagne
- Musée international du verre, Ebeltoft, Danemark
- Musée d'art Woodson de Leigh Yawkey, Wausau, Wisconsin
- Hall d'entrée résidentiel de Lincoln Square (111 W. 67th St.), New York City
- Musée des Arts Décoratifs de la Ville de Lausanne, Suisse
- Musée für Zeitgenössische Glasmalerei, Langen, Allemagne
- Musée des Arts et du Design, New York
- Musée de la Californie à Oakland, Oakland, Californie
- École Pilchuck, Stanwood, Washington
- Collège Saint Mary, Moraga, Californie
- Musée d'art américain Smithsonian, Washington, DC
- Musée du verre Süssmuth-Mitarbeiter-Stiftung, Immenhausen, Allemagne
- Musée d'art de Toledo, Toledo, Ohio

## Expositions notables
- 1976 : « Robert Kehlmann: Stained Glass Compositions », Richmond Art Center, Richmond (Californie)
- 1978 :
  - « New Stained Glass », Museum of Contemporary Crafts, New York — un catalogue a été publié
  - « Robert Kehlmann: Lead and Glass Drawings », William Sawyer Gallery, San Francisco (Californie)
- 1979 : « New Glass », Corning Museum of Glass, Corning (New York) — un catalogue a été publié
- 1982
  - « Robert Kehlmann: Works on Glass », William Sawyer Gallery, San Francisco (Californie)
  - « World Glass Now ’82 », Hokkaido Museum of Modern Art, Sapporo (Japon) — un catalogue a été publié
- 1983 : « Sculptural Glass », Tucson Museum of Art, Tucson (Arizona). C'est lors de cette exposition qu'est présentée la série de quatorze panneaux de verre sablé des Stations of the Cross — un catalogue a été publié
- 1985 : « Robert Kehlmann, Neue Glasmalerei », Galerie M, Kassel et Galerie L, Hambourg, Allemagne
- 1986 : « Robert Kehlmann: New Works with Glass », William Sawyer Gallery, San Francisco (Californie)
- 1988, 1990 : « Robert Kehlmann », Anne O’Brien Gallery, Washington (DC)
- 1993 : « Robert Kehlmann: Drawings with Glass », Dorothy Weiss Gallery, San Francisco (Californie)
- 1996 : « Robert Kehlmann, Painting with Glass: A Retrospective », Hearst Art Gallery, Saint Mary's College of California, Moraga (Californie) — un catalogue a été publié

## Critique d'art
En tant qu'auteur et conservateur de musée, Kehlmann est devenu le théoricien officieux du travail innovant et non traditionnel dans le domaine du vitrail. Il a fait l’éloge des artistes américains qui ont forgé des innovations techniques et esthétiques tout en explorant le verre comme un médium « autonome » (par opposition à l’architecture). Une rivalité amicale s'est développée avec Robert Sowers, le doyen de la critique américaine du vitrail, qui soutenait que le vitrail, depuis ses origines, était d'abord et avant tout un art architectural,. Dans des articles comme « Stained Glass as a Non-Architectural Art » (« Le vitrail comme art non architectural ») et « Glass as a Free Art Form » (« Le verre comme forme d'art libre »), Kehlmann a remis en question cette hypothèse. Il a concentré son attention sur les vitraux non architecturaux réalisés par des artistes comme lui qui ont conçu et fabriqué des panneaux indépendants dans les années 1970 et 1980 : Sanford Barnett, Casey Lewis, Paul Marioni (en), Peter Mollica, Richard Posner et Narcissus Quagliata.
Dans ses écrits ultérieurs, Kehlmann suit les traces de l'artiste et critique Robert Sowers en développant une nouvelle esthétique contemporaine du vitrail. Twentieth Century Stained Glass: a New Definition présente un aperçu du média en se concentrant sur les différentes tendances du XXe siècle, la manière dont elles s'influencent mutuellement et la manière dont elles sont influencées par d'autres médias.
The Inner Light: Sculpture by Stanislav Libenský and Jaroslava Brychtová (La lumière intérieure : sculpture de Stanislav Libenský et Jaroslava Brychtová), une monographie publiée à l'occasion de l'exposition inaugurale de 2002 du Musée du verre de Tacoma, analyse le travail des artistes dans le contexte du cubisme tchécoslovaque. Les entretiens de Kehlmann avec les artistes, qui ont eu lieu peu avant la mort de Libenský, font référence de manière émouvante aux œuvres moulées au moment où l'artiste a découvert qu'il était atteint d'un cancer en phase terminale.
En tant que rédacteur en chef du Glass Art Society Journal, Kehlmann a fondé en 1981 une revue critique et technique très respectée qui continue à être publiée.

## Galerie

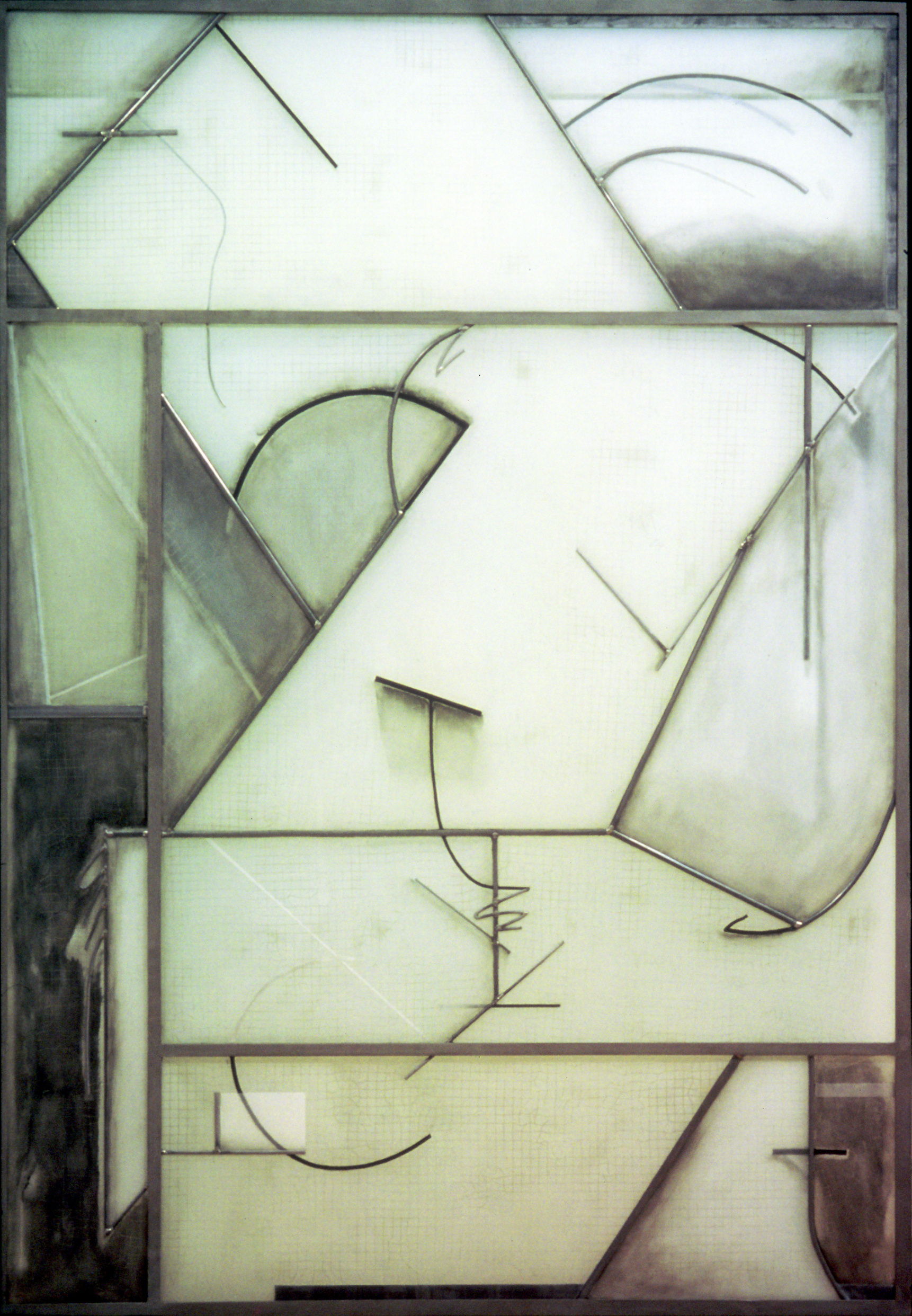
Quatuor (1979), coll. priv. San Francisco.
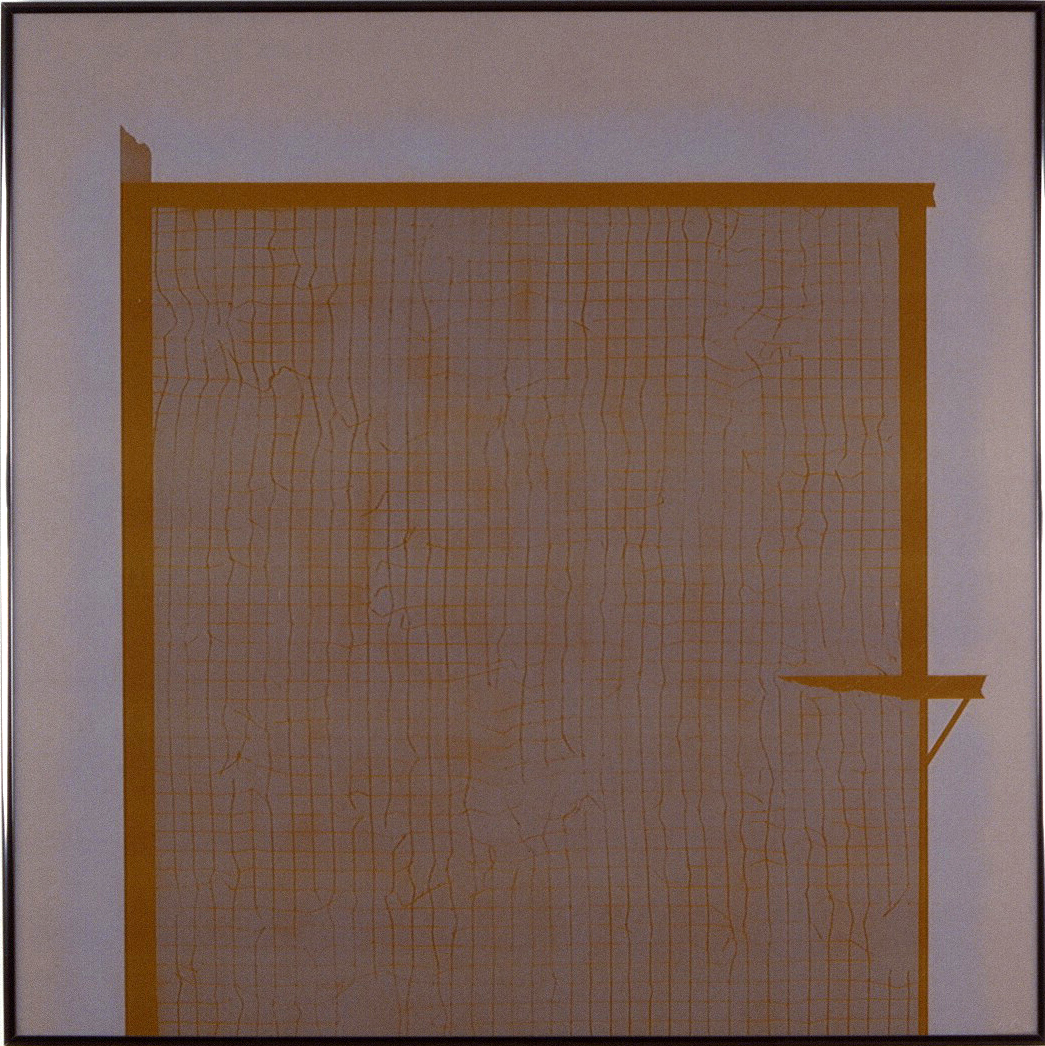
Palais Royal V: Stage 1 (1982), Hokkaido Museum, Sapporo (Japon).
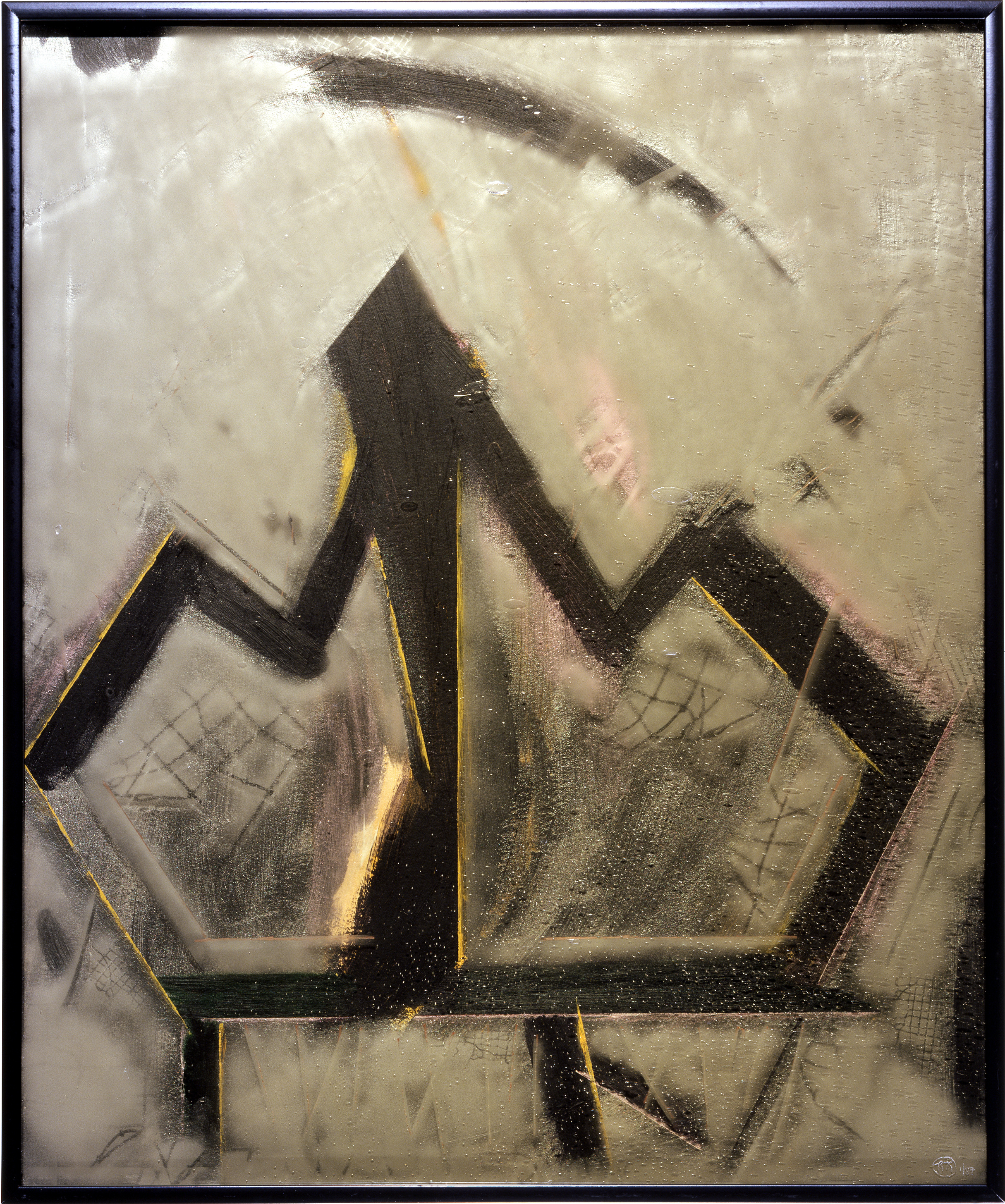
Siren (1987), coll. priv., Forest Hills (New York).
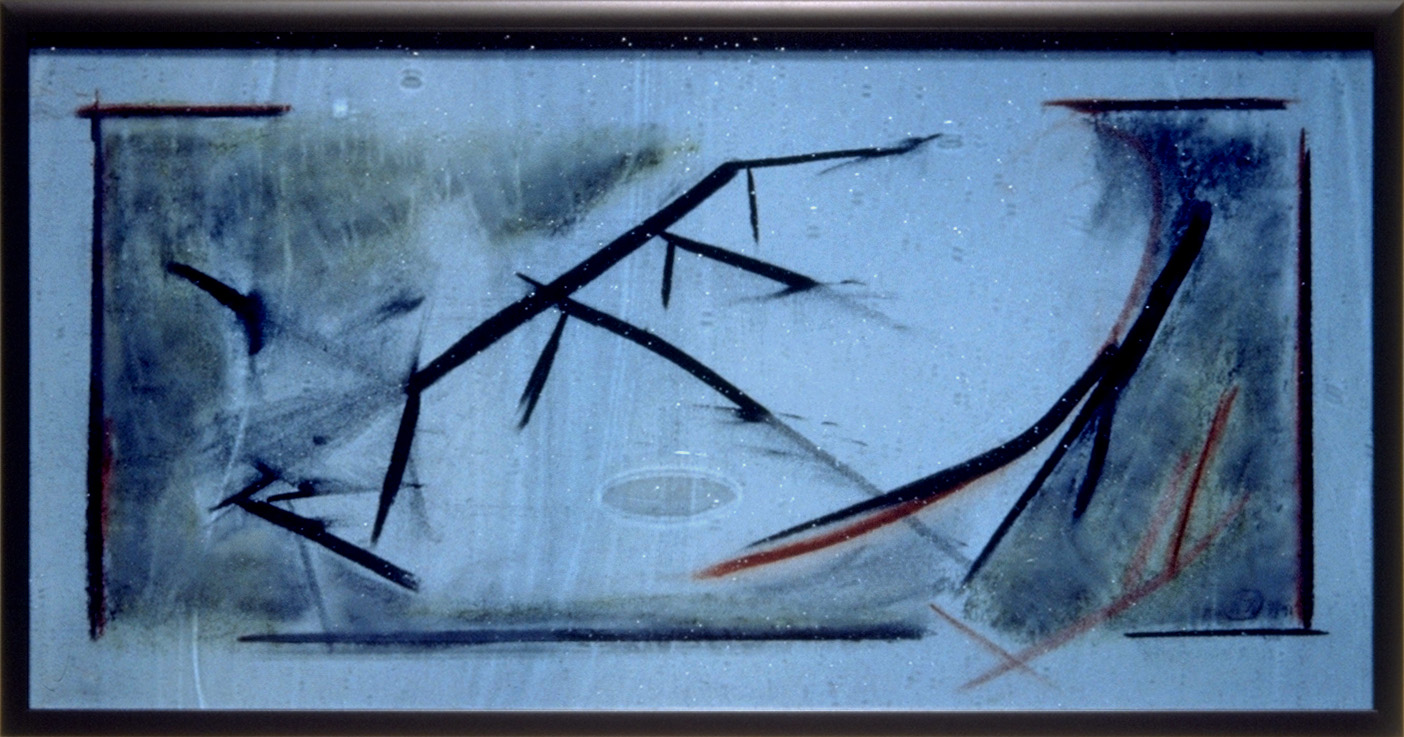
Drake's Estero I (1991), Museo del Vidria, Monterrey, Mexique.
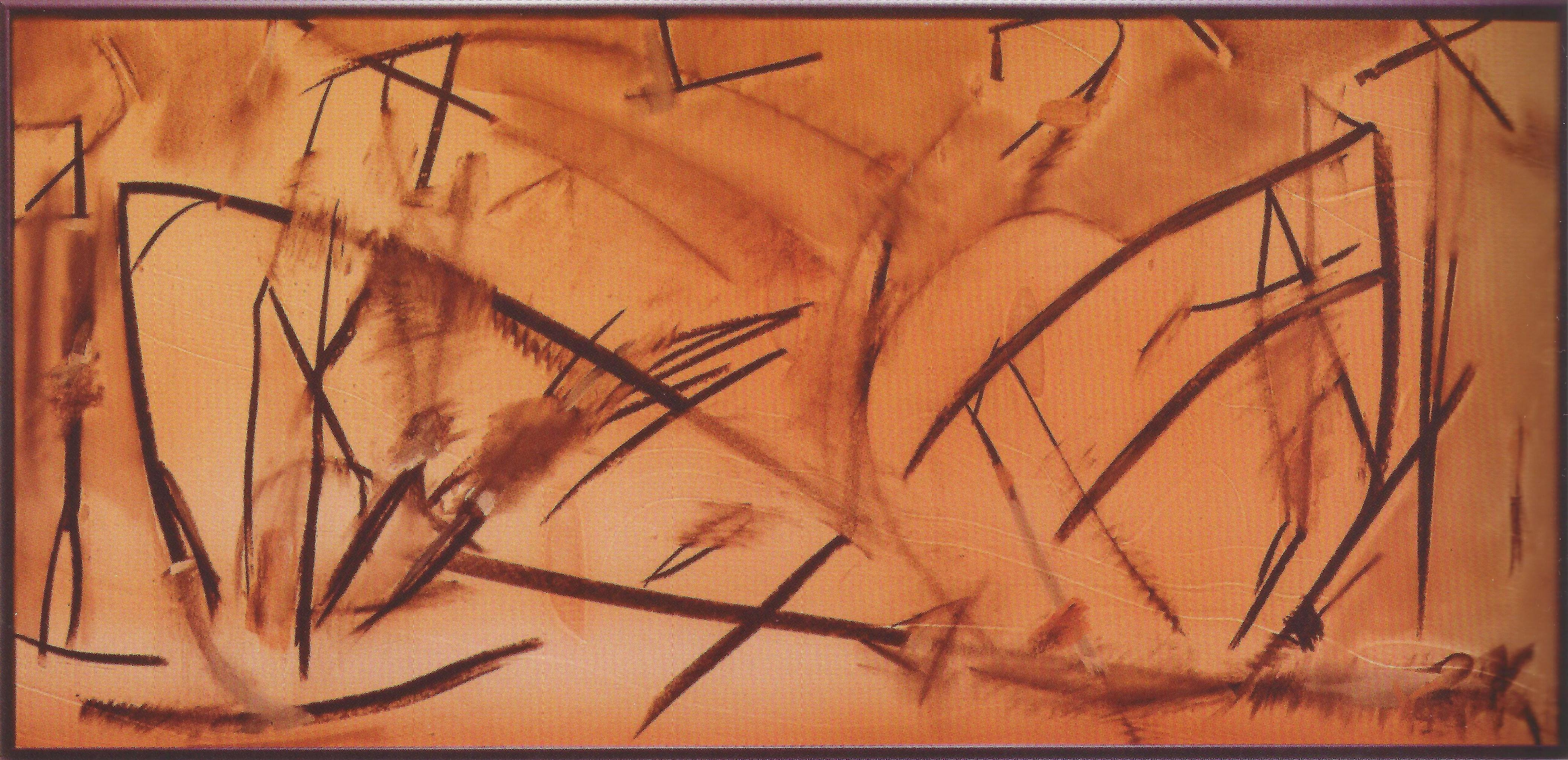
Pythagoras' Lament (1992), Kehlmann Studio Archive.
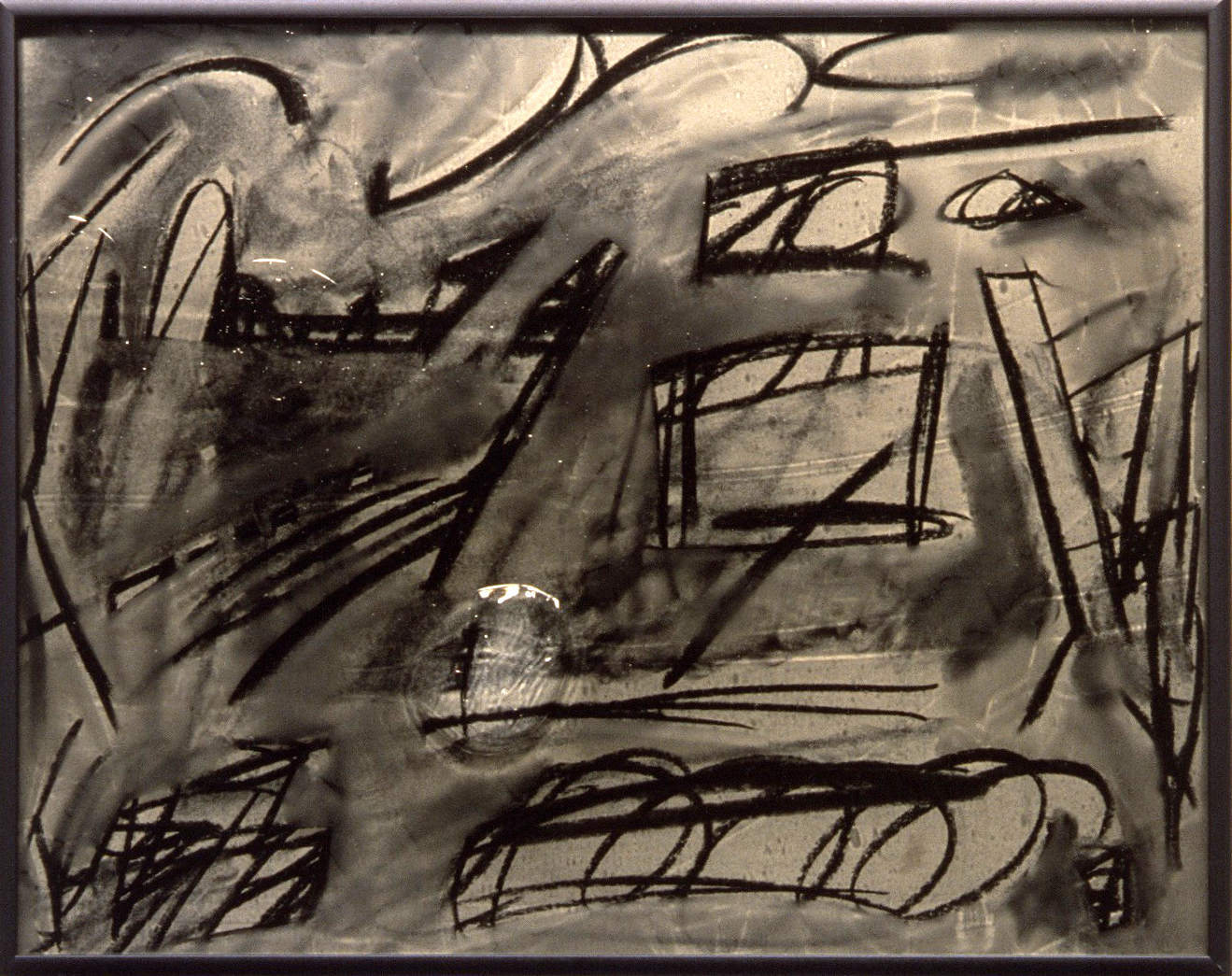
Fort Wayne (1992), Oakland Museum of California.
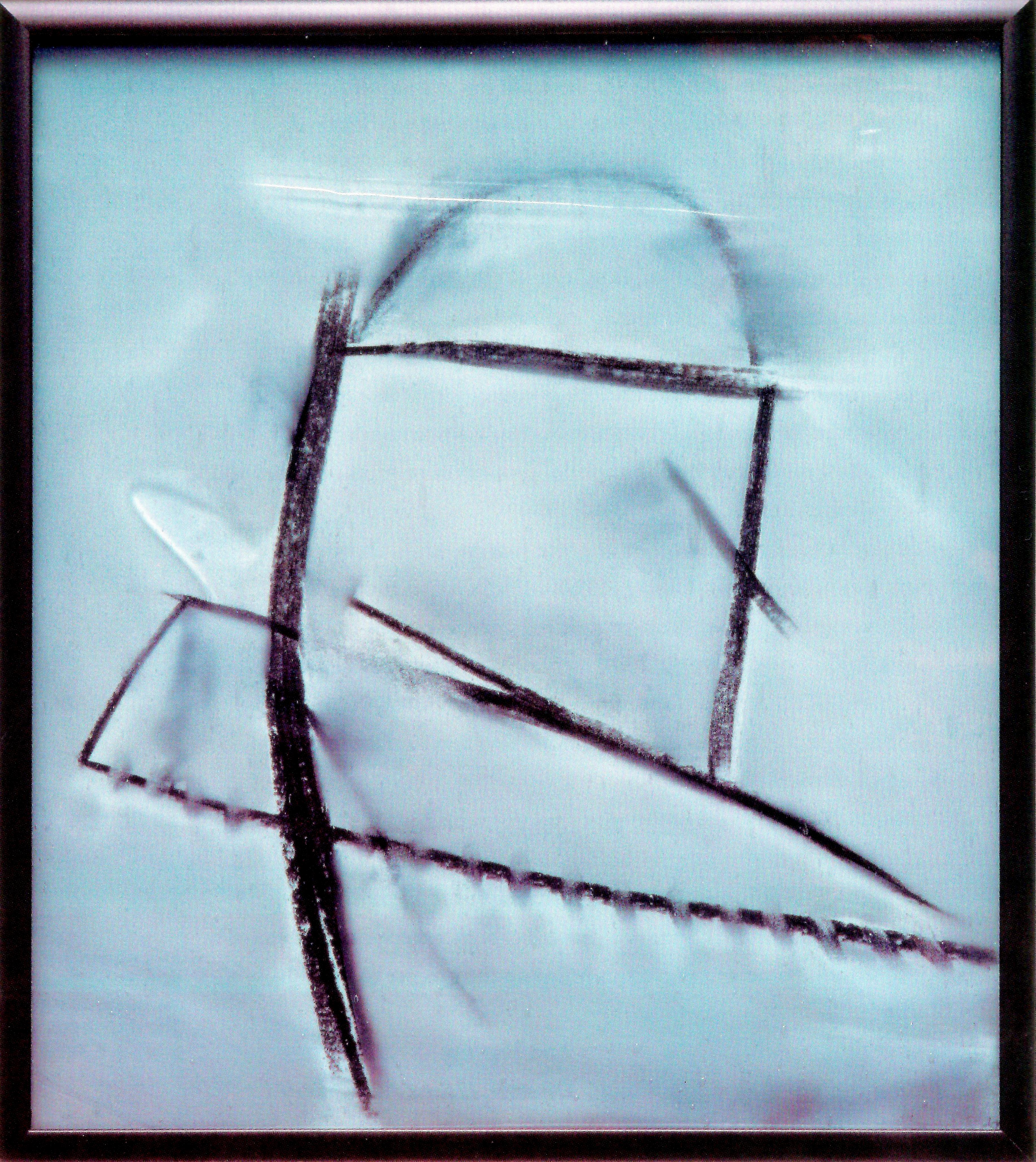
Palimpsest III (1992), coll. priv., Walnut Creek (Californie).
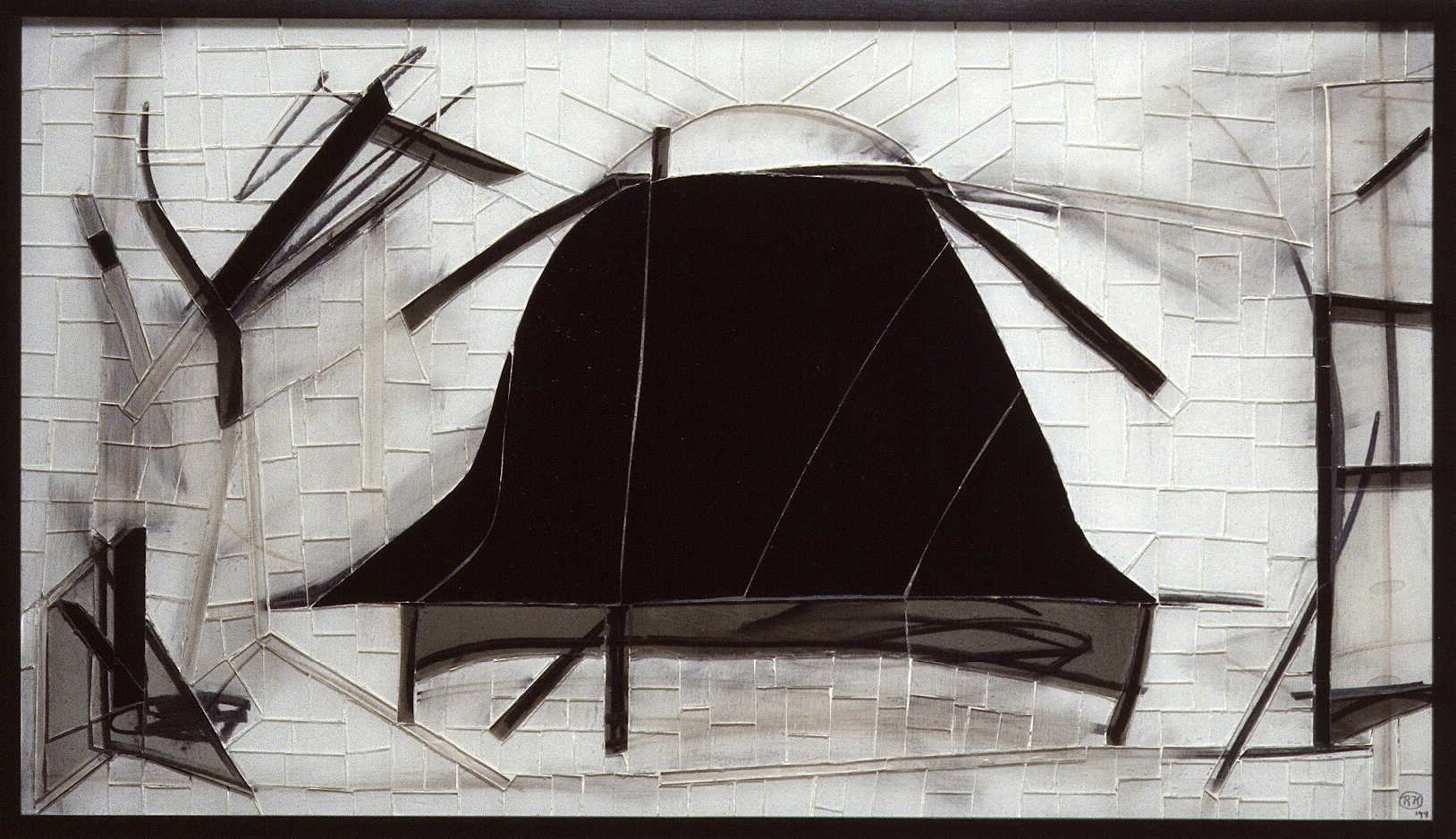
Piano (1994), Corning Museum of Glass.
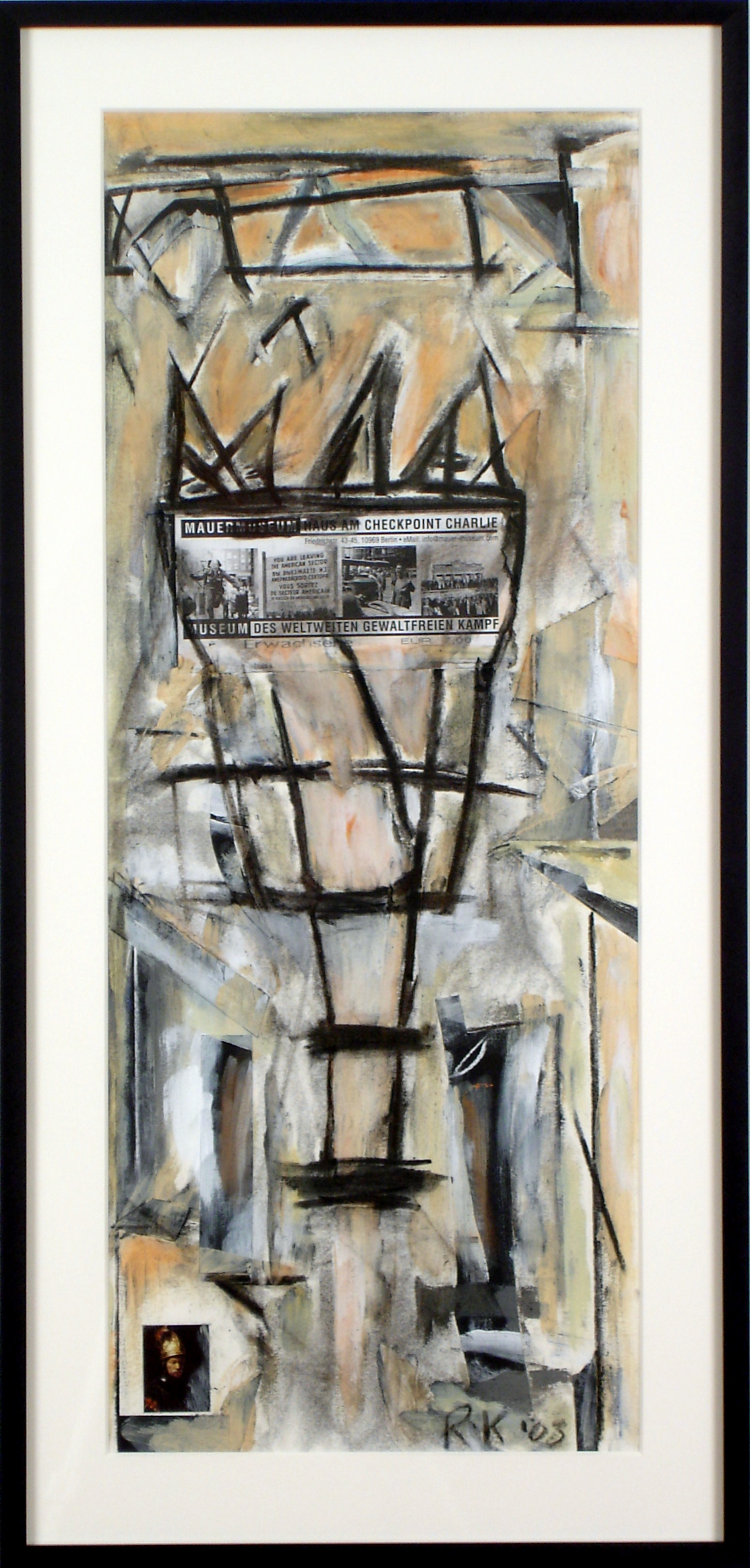
Berlin Triptych: Checkpoint Charlie (2003), Kehlmann Studio Archive.
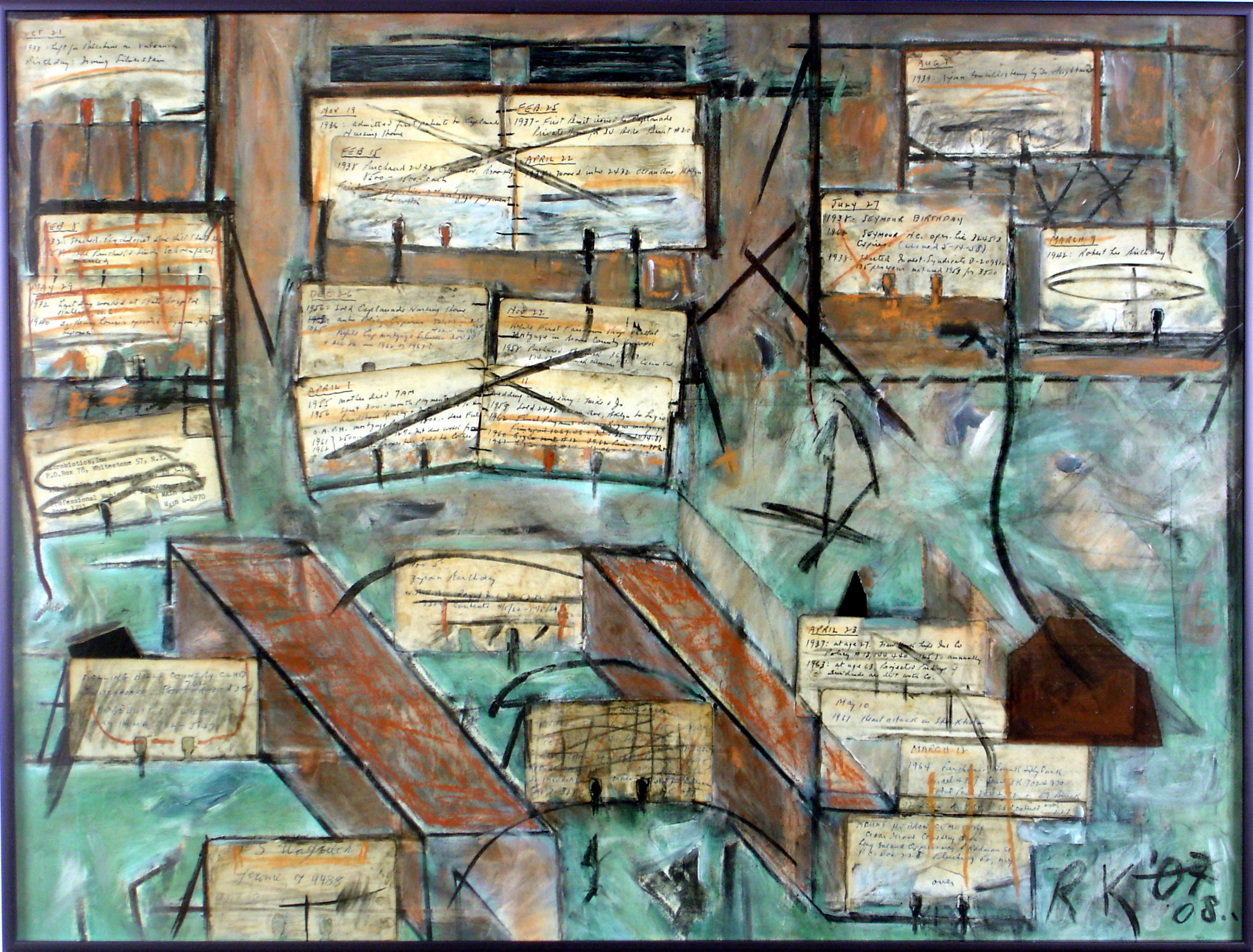
Family History (2008), Kehlmann Studio Archive.